# Shiba Zenkō
Shiba Zenkō (jap. 芝 全交, wirklicher Name: Yamamoto Tōjūrō (山本藤十郎); * 1750 in Edo; † 1793) war ein japanischer Schriftsteller und Schauspieler.
Shiba entstammte einer Kaufmannsfamilie. Er war Schauspieler in der Kyōgen-Truppe von Yamamoto Tōshichi, wo er unter dem Namen Yamamoto Tōjūrō auftrat. Seit Beginn der An’ei-Ära (also um 1772) begann er Kibyōshi zu verfassen. Neben Koikawa Harumachi, Santō Kyōden und Hōseidō Kisanji gilt er als Meister des Genres. Shikitai Sanba zählt in seiner Schrift Kusazōshi kojitsuke nendaiki sein Buch Daihi no senrokuhon (mit Illustrationen von Kitao Masanubo) neben fünf weiteren seiner Werke zu den dreiundzwanzig Klassikern des Kibyōshi.

## Quelle
- Highmoonoon.com - Daihi no Senrokuhon - a kibyōshi by Shiba Zenkō (PDF; 206 kB)